# Tisová (Nejdek)
Tisová (německy Eibenberg) je vesnice, část města Nejdek v okrese Karlovy Vary v Karlovarském kraji. Nachází se asi dva kilometry severně od Nejdku.

## Historie
U zrodu Tisové stálo hornictví. Počátky obce lze klást již do 15. století. Původní hornická usedlost Eibenberg vznikla v údolí při bohatých rýžovištích cínu na Rolavě a později pak rostla v blízkosti hlubinné těžby ve stranách Pajndlu. Název obce patrně poukazuje na kdysi zde hojné tisové porosty. Je také možné, že původci označení byli saští horníci z Harzu, kde jsou různé varianty tohoto názvu časté a tis tam roste dodnes.
První zprávy o dolování z Tisové pocházejí z poloviny 16. století. Nejbohatším cínovým dolem byla tehdy šachta Naděje mezi Tisovou a Novými Hamry. Dále jsou v Tisové uváděny doly Vavřince Šlika Bílý jelen a Svatý Ondřej. Cínové doly na Tisové zanikly kolem roku 1800. Déle se udržela místní těžba železné rudy. Na dole Boží požehnání se pracovalo až do roku 1870.
Třicetiletou válkou byly doly na Tisové zle postiženy. Berní rula z roku 1654 uvádí Tisovou jako chudou obec s nevelkými polnostmi, kde poddaní pěstovali na neúrodných políčkách hlavně oves.
V polovině 18. století čítala obec 28 domů, jejich obyvatelé žili velmi chudě a mnohdy hladověli. V Tereziánském katastru českém (1757) se píše: „Poddaní v Tisové jsou velice chudí. Živí se dřevařstvím a paličkováním krajek, mnohdy nemají doma 3–4 dny kousek chleba.“
Počátkem 19. století byla v Tisové zřízena obecní škola a otevřen hostinec. Větší rozmach obce nastal až po roce 1900 v souvislostí s jejím napojením na železnici (1899) a přílivem turistů na rozhlednu na Tisovském vrchu. Hospodářský život regionu kolem Tisovského vrchu byl na přelomu 19. a 20. století výrazně ovlivněn železnicí. Její vybudování bylo pro karlovarskou část Krušnohoří nejdůležitější stavební akcí.
Na slunné stráni Tisovského vrchu se stále ozývá několik kukaček, a tak již v roce 1919 nově postavená restaurace na Tisové nesla název Kukačka (Kuckuck).

## Obyvatelstvo
Při sčítání lidu v roce 1921 zde žilo 614 obyvatel (z toho 296 mužů), z nichž bylo šest Čechoslováků, 597 Němců a jedenáct cizinců. Všichni se hlásili k římskokatolické církvi. Podle sčítání lidu z roku 1930 měla vesnice 742 obyvatel: pět Čechoslováků, 722 Němců a patnáct cizinců. Převažovala římskokatolická většina, ale žili zde také čtyři evangelíci, jeden člen církve československé, jeden člen nezjišťovaných církví a 212 lidí bez vyznání.
| Rok            | 1869 | 1880 | 1890 | 1900 | 1910 | 1921 | 1930 | 1950 | 1961 | 1970 | 1980 | 1991 | 2001 | 2011 | 2021 |
| -------------- | ---- | ---- | ---- | ---- | ---- | ---- | ---- | ---- | ---- | ---- | ---- | ---- | ---- | ---- | ---- |
| Počet obyvatel | 568  | 544  | 562  | 554  | 616  | 614  | 742  | 254  | 263  | 166  | 111  | 77   | 90   | 131  | 146  |
| Počet domů     | 74   | 77   | 81   | 90   | 91   | 98   | 125  | 149  | 149  | 52   | 42   | 44   | 52   | 69   | 77   |

## Obecní správa
Při sčítání lidu v letech 1869–1950 Tisová byla samostatnou obcí, se kterým patřila nejprve do okresu Kraslice, ale v letech 1910–1930 v okrese Nejdek a v roce 1950 v okrese Karlovy Vary-okolí. Od roku 1960 je částí města Nejdek v okrese Karlovy Vary.